# ボアコンストリクター
ボアコンストリクター（学名：Boa constrictor）は、ボア科ボア属に分類されるヘビ。本種のみでボア属を形成する（マダガスカルボア属の構成種とサンジニアボアをボア属に含める説もある）。特定動物。別名アカオボア、爬虫類愛好家の符牒的呼称でボアコン（亜種を含めれば数多くの別名がある）。

## 分布
メキシコ南部以南の北アメリカ大陸と南アメリカ大陸、小アンティル諸島

## 形態
最大全長430 cm。通常は最も大型になるとされる基亜種でも300 cm程。オスよりもメスの方が大型になる。もっとも流通量の多い亜種B. c. imperatorでは150-240 cm。B. c. imperatorでは最大でも200 cmに達しないクラウケイボアと呼ばれる地域個体群もいる。分布が広いためか体色や形態は亜種、地域、個体による変異が大きい。野生でも淡い白色を帯びるB. c. imperatorのホグアイランドボアと呼ばれる地域個体群もいる。

## 亜種
- Boa constrictor amarali　(Stull, 1932)
- Boa constrictor constrictor　Linnaeus, 1758
- Boa constrictor imperator　Dawdin, 1803
- Boa constrictor longicauda　Price & Russo, 1991
- Boa constrictor melanogaster　Langhammer, 1983
- Boa constrictor nebulosa　Lazel, 1964
- Boa constrictor occidentalis　Philippi, 1873　アルゼンチンボア
- Boa constrictor orophias　Linnaeus, 1758
- Boa constrictor ortonii　Cope, 1788
- Boa constrictor sabogae　(Barbour, 1906)
- Boa constrictor sigma

## 生態
熱帯雨林やサバンナ、農耕地や民家近くに生息する。幼体は樹上棲の傾向が強いが、成長に伴い地表棲になる。
地上生で、おもに夜に活動するが、大型の個体は日中でも見かける。
食性は動物食で、主に鳥類、哺乳類等の恒温動物を食べる。太い胴は待ち伏せからの素早い飛びつきに適している。胴で絞める力が強く、種小名のconstrictorは「絞め殺す者」の意。獲物に噛みついた後、胴体で獲物に巻き付いて絞め殺す。
繁殖形態は卵胎生で、一度に20-60匹程の幼体を産む。

## 人間との関係
皮は革製品として利用されることもある。
ペットとして飼育されることもあり、日本にも輸入されている。最も流通するのはB. c. imperator。2020年の改正動物愛護法の施行により、本種の愛玩目的の飼育は禁止となった。展示施設等での飼育にあたっては、地方自治体の許可やマイクロチップの埋め込み等が必要になる。

### 本種の登場する映像作品
いかにも大蛇といったその形態から以下の映画にも登場している。
- ハリー・ポッターシリーズ第1巻『ハリー・ポッターと賢者の石』
- 時計じかけのオレンジに主人公のペットとして登場する。
- 007 ムーンレイカーにて、アマゾン奥地に建設されたヒューゴ・ドラックスのシャトル基地で、潜入してきたジェームズ・ボンドを捕食しかけるが、毒針の仕込まれたペンで刺し殺される。